# Josefine Ridell
Josefine Ridell (Oxie, Malmö, 1997) is een Zweedse zangeres.
Ze vertegenwoordigde Zweden op het Junior Eurovisiesongfestival 2010, in de Wit-Russische hoofdstad Minsk, met het nummer Allt jag vill ha. Dit lied werd door Ridell geschreven in samenwerking met Johan Bejerholm, Thomas G:son, Robert Uhlmann en Arash Labaf. Laatstgenoemde deed in 2009 mee aan het Eurovisiesongfestival namens Azerbeidzjan, waarmee hij derde werd.
Voorafgaand aan het Junior Eurovisiesongfestival werd Ridell in de media gezien als een kanshebber op de winst. Uiteindelijk kreeg zij echter maar 48 punten en werd daarmee elfde.